# Daria
Daria ist ein weiblicher Vorname.

## Herkunft und Bedeutung
Dariā (persisch دريا) ist die weibliche Form des Vornamens Darius und bedeutet so viel wie „Das Gute besitzend“ bzw. „Die Inhaberin des Guten“. Daria heißt aber auch „die Mächtige“, „die Wissende“ und die „Beschützerin“. Auf Persisch bedeutet er „Meer“ oder „Blauer Ozean“.
Die im deutschen Sprachraum übliche Betonung liegt auf der ersten Silbe, also Dária, während z. B. im Spanischen das „i“ betont wird, sodass die gängige Aussprache Daría ist.

## Varianten
- Darja
- Darya (russisch, belarussisch, persisch)
- Derya
- Darija (serbisch, kroatisch, slowenisch)
- Darinka (kroatisch, slowenisch)
- Tarja (finnisch)

Dascha ist das übliche Diminutiv des slawischen Mädchennamens Darja.

## Namenstag
- 25. Oktober
- 1. April

## Namensträgerinnen

### Daria
- Daria († ≈304), christliche Märtyrin

- Daria van den Bercken (* 1979), niederländische Pianistin
- Daria Eva Bijak (* 1985), deutsche Kunstturnerin
- Daria Bujnicka (* 2003), polnische Badmintonspielerin
- Daria Frayman (*  2002), russische Tennisspielerin, die seit 2020 für Zypern antritt
- Daria Gaiazova (* 1983), kanadische Skilangläuferin
- Daria Gleißner (* 1993), deutsche Eishockeyspielerin
- Daria Guidetti (* 1978), italienische Astronomin
- Daria Halprin (* 1948), US-amerikanische Schauspielerin
- Daria Karađorđević (1859–1938), US-amerikanische Golferin und spätere Prinzessin von Serbien
- Daria Kinzer (* 1988), kroatisch-deutsche Schlagersängerin und Musicaldarstellerin
- Daria Korczyńska (* 1981), polnische Sprinterin
- Daria Kuczer (* 1999), polnische Tennisspielerin
- Daria Leu (* 2003), Schweizer Unihockeyspielerin
- Daria Ștefania Mălăescu (* 2005), rumänische Tennisspielerin
- Daria Michalak (* 1995), polnische Handballspielerin
- Daria Nałęcz (1951–2022), polnische Historikerin und Archivarin
- Daria Nauer (* 1966), Schweizer Leichtathletin
- Daria Nicolodi (1950–2020), italienische Schauspielerin und Drehbuchautorin
- Daria Obratov (* 1989), niederländisch-kroatische Rennrodlerin
- Daria O’Konnel-Bronin (* 1997), estnische Leichtathletin
- Daria Pezzoli-Olgiati (* 1966), Schweizer Religionswissenschaftlerin
- Daria Pikulik (* 1997), polnische Radrennfahrerin
- Daria Pogorzelec (* 1990), polnische Judoka
- Daria Przybylak (* 1991), polnische Volleyball- und Beachvolleyballspielerin
- Daria Saville (* 1994), russische Tennisspielerin, die seit 2016 für Australien antritt
- Daria Semcov (* 1988), deutsche Journalistin und Fernsehmoderatorin
- Daria Streng (* 1995), deutsche Fußballspielerin
- Daria Telizyn (1960–2005), US-amerikanische Pianistin ukrainischer Herkunft
- Daria Trigolos (* 1999), belarussische Tischtennisspielerin
- Daria Werbowy (* 1983), ukrainisch-kanadisches Model
- Daria Vivien Wolf (* 2001), deutsche Schauspielerin, Hörspiel- und Synchronsprecherin
- Daria Zabawska (* 1995), polnische Leichtathletin

### Darja
- Darja Abramowa (* 1990), russische Boxerin im Leichtgewicht
- Darja Baryssewitsch (* 1990), belarussische Mittelstreckenläuferin
- Darja Beloussowa (* 1966), russische Theater- und Filmschauspielerin
- Darja Bilodid (* 2000), ukrainische Judoka
- Darja Chalturina (* 1979), russische Historikerin und Soziologin
- Darja Chamuzjanskaja (* 2004), belarussische Tennisspielerin
- Darja Collin (1902–1967), niederländisch-italienische Tänzerin und Tanzlehrerin
- Darja Detkowskaja (* 2000), kasachische Tennisspielerin
- Darja Dmitrijewa (* 1993), russische Rhythmische Sportgymnastin
- Darja Dmitrijewa (* 1995), russische Handballspielerin
- Darja Domratschawa (* 1986), russische Biathletin
- Darja Donzowa (* 1952), russische Krimi-Autorin
- Darja Dugina (1992–2022), russische Journalistin und politische Aktivistin
- Darja Gowor (* 1995), russische Wasserspringerin
- Darja Gruschina (* 1998), russische Skispringerin
- Darja Jurkewitsch (* 1988), belarussische Biathletin
- Darja Jurlova (* 1992), estnische Biathletin
- Darja Kapš (* 1981), slowenische Schachspielerin und Politikerin (SD)
- Darja Kaschtschejewa (* 1986), russische Drehbuchautorin und Regisseurin
- Darja Kassatkina (* 1997), russische Tennisspielerin
- Darja Klimina (* 1989), kasachische Biathletin
- Darja Klischina (* 1991), russische Weitspringerin
- Darja Kranjc (* ≈1977), slowenische Badmintonspielerin
- Darja Kustawa (* 1986), belarussische Tennisspielerin
- Darja Lebeschawa (* 1995), belarussische Tennisspielerin
- Darja Mahotkin (* 1992), deutsche Film- und Theaterschauspielerin
- Darja Maslowa (* 1995), kirgisische Leichtathletin
- Darja Moros (* 1983), russische Schauspielerin
- Darja Nawumawa (* 1995), belarussische Gewichtheberin
- Darja Neszertschyk (* 1991), belarussische Biathletin
- Darja Owtschinnikowa (* 1995), russische Skirennläuferin
- Darja Paluektawa (* 1993), belarussische Geherin
- Darja Patschabut (* 1994), belarussische Gewichtheberin
- Darja Pischtschalnikowa (* 1985), russische Hammerwerferin
- Darja Popowa (* 1993), französische Eiskunstläuferin
- Darja Ptschelnik (* 1981), belarussische Hammerwerferin
- Darja Ramenskaja (* 1983), belarussische Wasserspringerin
- Darja Rjaschko (* 1995), kasachische Skilangläuferin
- Darja Rybalowa (* 1988), kasachische Freestyle-Skierin
- Darja Sajfutdinova (* 1997), deutsche Rhythmische Sportgymnastin russischer Herkunft
- Darja Saltykowa (1730–1801), russische Serienmörderin
- Darja Schauha (* 2003), belarussische Tennisspielerin
- Darja Schmeljowa (* 1994), russische Radsportlerin
- Darja Schukowa (* 1981), russische Kunstmäzenin, Modedesignerin und Medienunternehmerin
- Darja Semeņistaja (* 2002), lettische Tennisspielerin
- Darja Starostina (* 1982), kasachische Skilangläuferin
- Darja Stocker (* 1983), schweizerisch-französische Autorin
- Darja Švajger (* 1965), slowenische Sängerin
- Darja Timoschenko (* 1980), aserbaidschanische Eiskunstläuferin
- Darja Tscharnjazowa (* 1994), belarussische Tennisspielerin
- Darja Tschulzowa (* 1997), belarussische Journalistin und politische Gefangene
- Darja Varfolomeev (* 2006), deutsche Rhythmische Sportgymnastin
- Darja Viďmanová (* 2003), tschechische Tennisspielerin

## Sonstiges
- Daria (Zeichentrickserie), eine US-amerikanische Zeichentrickserie
- Daria (Orkan) im Januar 1990